# Сапанджа
Сапанджа́ (тур. Sapanca Gölü) — озеро в северо-западной части Турции. Площадь его водосборного бассейна — 251 км². Имеет площадь 45 км² — 16 км в длину и 5 км в ширину в наибольшей её части. Уровень воды и площадь варьируется в зависимости от сезона и года.
Озеро было водным каналом, связывавшим Чёрное и Мраморное моря. Вода в озере пресная.

## Влияние человека
Сапанджа — одно из немногих озёр Турции, служащих источником питьевой воды. В настоящее время озеро, за счет которого возмещается потребность в воде примерно 700-тысячного населения, высыхает. За год линия берега озера переместилась на 50-80 метров. Причин предполагается две: опустошение водохранилища во время засухи, когда пришлось пополнять запас воды за счет источников озера, а также строительство гидроэлектростанций — проекта HES. Планируется постройка 62 таких станций в районе Ризе.
Сапанджа подвергается тяжелой урбанизации из-за близости к Стамбулу. Берега озера вдоль магистралей загрязнены, в озеро сбрасывают сточные воды из соседних поселений и промышленных объектов. Сокращение лесов вызывает эрозию почв. Рыбные фермы, расположенные на озере, также загрязняют воду. В настоящее время существует проект, целью которого являются разработка и применение мер по борьбе с загрязнением вод и берегов озера и его профилактике.
Главная достопримечательность озера — второй по величине в мире подводный лес, который образуют воды озера зимой и в период дождей.